# Лусинда Райли
Лусинда Райли (на английски: Lucinda Riley) е северноирландска актриса и писателка на бестселъри в жанра исторически любовен роман и романтичен трилър. Писала е и под псевдонима Лусинда Едмъндс (Lucinda Edmonds).

## Биография и творчество
Лусинда Едмънс Райли е родена на 16 февруари 1968 г. в Ирландия. Прекарва няколко години от детството си в Бангкок. Учи актьорско майсторство в театрално училище в Лондон. Участва в театрални постановки и се появява в телевизионни сериали. На 23 години внезапно се разболява от инфекциозна мононуклеоза. Заболяването прекратява кариерата ѝ на актриса и тя се насочва към писане на романи.
През 1992 г. е издаден нейният първи любовен роман „Любовници и актриси“, за който ползва опита от артистичната си кариера. Пише общо 8 романа под моминското си име, след което прекъсва писателската си кариера, за да отглежда децата си.
След 6 години, когато и най-малкото от децата тръгва на училище, тя се връща към желанието си да пише. Новият ѝ роман „Орхидеената къща“ е публикуван през 2010 г. Той става международен бестселър, като е продаден в над 3 милиона броя в 27 страни.
Следващите ѝ романи „Момичето на скалата“ и „Лавандуловата градина“ също са бестселъри. През 2014 г. с романа „The Seven Sisters: Maia's Story“ започва амбициозната си поредица „Седем сестри“ базирана на алегорията на митологията за съзвездието „Плеяди“.
Произведенията на писателката често са в списъците на бестселърите. Те са преведени на 28 езика и са публикувани в 38 страни по света.
Лусинда Райли живее със семейството си на брега на Северен Норфолк и в южната част на Франция. Изгражда къща на остров Ко Чанг в Тайланд, където баща ѝ е закупил земя преди много години.
Лусинда Райли умира от рак на 11 юни 2021 г.

## Произведения

### Като Лусинда Райли

#### Самостоятелни романи
- Hothouse Flower (2010) – издаден и като „The Orchid House“
Орхидеената къща, изд.: ИК „Труд“, София (2014), прев. Цветелина Тенекеджиева
- The Girl on the Cliff (2011)
Момичето на скалата, изд.: ИК „Труд“, София (2015), прев. Цветелина Тенекеджиева
- The Light Behind The Window (2012) – издаден и като „The Lavender Garden“
Лавандуловата градина, изд.: ИК „Труд“, София (2014), прев. Цветелина Тенекеджиева
- The Midnight Rose (2013)
Среднощна роза, изд.: ИК „Труд“, София (2016), прев. Цветелина Тенекеджиева
- The Italian Girl (2014) - изд.: ИК „Хермес“, София (2021), прев. Снежана Милева
- The Angel Tree (2015)
- The Olive Tree (2016) – издаден и като „Helena's Secret“
- The Butterfly Room (2019)

#### Серия „Седемте сестри“ (Seven Sisters)
1. The Seven Sisters: Maia's Story (2014)
Седемте сестри: Историята на Мая, изд.: ИК „Труд“, София (2016), прев. Цветелина Тенекеджиева
2. The Storm Sister (2015)
Сестра на бурята: историята на Али, изд.: ИК „Труд“, София (2017), прев. Цветелина Тенекеджиева
3. The Shadow Sister (2016)
Сестра на сенките: историята на Ася, изд.: ИК „Труд“, София (2017), прев. Калина Бахчеванова
4. The Pearl Sister (2018)
Сестра на перлите: историята на Кики, изд.: ИК „Труд“, София (2017), прев. Калина Бахчеванова
5. The Moon Sister (2018)
6. The Sun Sister:Electra's story (2019)
Сестра на слънцето: Историята на Електра, изд.: ИК „Труд“, София (2020), прев. Калина Бахчеванова
7. The Missing Sister (2021)

### Като Лусинда Едмъндс

#### Самостоятелни романи
- Lovers and Players (1992)
Любовници и актриси, изд.: ИК „Хермес“, София (1995), прев. Стоян Медникаров
- Hidden Beauty (1993)
- Enchanted (1994)
Бавен танц, изд.: ИК „Хермес“, София (1998), прев. Мая Керезова
- Not Quite an Angel (1995)
Не съвсем ангел, изд.: ИК „Хермес“, София (1999), прев. Пепа Стоилова
- Aria (1996)
- Losing You (1997)
- Playing With Fire (1998)
- Seeing Double (2000)

### Филмография
- 1982 The Story of the Treasure Seekers – ТВ минисериал, като Дора Бастабъл
- 1983 Auf Wiedersehen, Pet – ТВ сериал, като Трейси Бъсбридж, в 1 серия
- 1989 Jumping the Queue – ТВ сериал, като Ема, в 1 серия